# アンヘル・デニス
アンヘル・デニス（Angel Dennis、男性、1977年6月13日 - ）はキューバの男子バレーボール選手。ポジションはオポジット、アウトサイドヒッター。元バレーボールキューバ男子代表。

## 来歴
- クラブチーム

ハバナ出身。1998年、イタリアセリエA1のPalermo Volleyと契約。1998/99シーズンのセリエA1リーグで6位、1999/00シーズンのセリエA1リーグで8位、1999年の欧州チャンピオンズリーグで3位となった。2003/04シーズンのセリエA1のCisterna Volleyでプレーした。2004/05シーズンからは3年間Volley Lubeでプレーした。2005/06シーズンのセリエA1リーグでは優勝を果たした。2006年のイタリアスーパーカップでMVPに選ばれた。2007/08シーズンから5年間はモデナ・バレーでプレーし、2009/10シーズンはリーグ4位となりベストスコアラー賞を受賞した。また、イタリアカップ3位となった。2012/13シーズンはアルゼンチンのBolívar Voleyでプレーした。2013/14シーズンから3年間はブラジル・スーパーリーガのAPAV Vôleiで活躍した。2016/17シーズンはイタリアセリエA2のVolley Lupi Santa Croceでプレーした。2017/18シーズンからポルトガルのSporting Clube de Portugalで3年間プレーし、リーグ優勝1回、準優勝2回を果たした。2020/21シーズンはイタリアセリエA3のPallavolo Macerataでプレーした。2022/23シーズンはキプロスのEnosis Neon Paralimniでプレーしリーグ7位となった。
- 代表チーム

1997年、キューバ代表に初選出され、同年のワールドリーグでデビュー。1998年、ワールドリーグで金メダルを獲得した。11月に日本で開催された世界選手権で銅メダルを獲得した。1999年、ワールドカップに出場した。2000年、シドニー五輪に出場した。2001年、グラチャンでは金メダルを獲得し、自身はベストサーバー賞を受賞した。

## 球歴
- オリンピック - 2000年
- 世界選手権 - 1998年
- ワールドカップ - 1999年
- グラチャン - 1997年、2001年
- ワールドリーグ - 1997年、1998年、1999年、2000年、2001年

## 受賞歴
- 2001年　北中米選手権 MVP、ベストサーバー賞
- 2001年　グラチャン ベストサーバー賞
- 2005年　イタリアカップ　ベストスパイカー賞
- 2006年　イタリアスーパーカップ　MVP
- 2010年　2009/10イタリアセリエA1 ベストスコアラー賞

## 所属クラブ
- Palermo Volley（1998-2000年）
- Cisterna Volley（2003-2004年）
- Volley Lube（2004-2007年）
- モデナ・バレー（2007-2012年）
- Bolívar Voley（2012-2013年）
- APAV Vôlei（2013-2016年）
- Volley Lupi Santa Croce（2016-2017年）
- Sporting Clube de Portugal（2017-2020年）
- Pallavolo Macerata（2020-2022年）
- Enosis Neon Paralimni（2022-）